# Ribes uva-crispa
Lý chua lông, tên khoa học là Ribes uva-crispa (tên tiếng Pháp là grosseille à maquereau, tên tiếng Anh là gooseberry), là một loài thực vật có hoa trong chi Lý chua, họ Lý chua (hay Lý gai). Loài này được miêu tả khoa học đầu tiên năm 1753.
Lý chua lông phân bố tự nhiên ở châu Âu, tây bắc châu Phi, tây, nam châu Á. Gooseberry bushes produce an edible fruit and are grown on both a commercial and domestic basis. The species is also sparingly naturalized in scattered locations in North America.

## Etymology
Trong tiếng Anh cây này được gọi là "gooseberry" nhưng không liên quan gì đến con ngỗng (goose) cả, mà chẳng qua là do cách phiên âm của người Anh khi nghe tên gọi cây này từ các ngôn ngữ khác ở châu Âu (như tiếng Đức, Pháp, Hà Lan...).
Trong tiếng Việt được dịch là cây Lý chua lông bằng cách ghép giữa tên của chi Lý chua với đặc điểm quả có lông nhỏ bao quanh.
Tên khoa học của cây uva-crispa nghĩa đen là "nho cong".

## Đặc điểm tăng trưởng
Lý chua lông là cây bụi rậm, phát triển tới chiều cao 1.5 m  và tán rộng cũng tương ứng, cành nhánh chắc khỏe có lông nhọn, mọc dày. Hoa hình chuông mọc đơn lẻ hoặc theo cặp mọc từ cụm 3-5 lá thùy. Quả mọng, nhỏ có vị chua, thường có lông (trừ một giống quả trơn có tên khoa học là R. uva-crispa). Quả thường có màu xanh, nhưng cũng có gặp màu đỏ, tím, vàng hay trắng nhưng ít gặp hơn.

## Phân bố và khí hậu

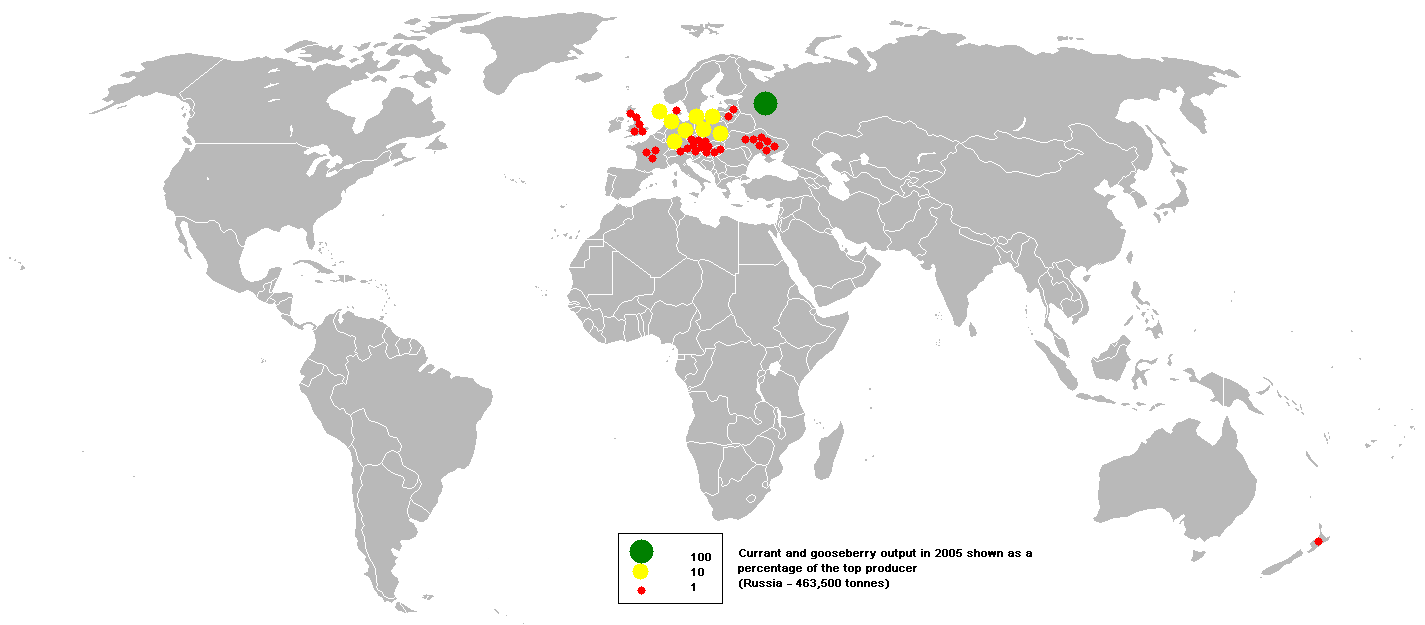
Currant and gooseberry output in 2005

Lý chua lông được trồng phổ biến ở thế kỷ 19, như đã được mô tả năm 1879:
Quả lý chua lông là cây bản địa ở nhiều vùng của Châu Âu và Tây Á, phát triển tự nhiên ở các đồng cỏ núi cao và rừng đá ở vùng thấp, từ Pháp về phía đông, đến dãy Himalaya và bán đảo Ấn Độ..

## Canh tác

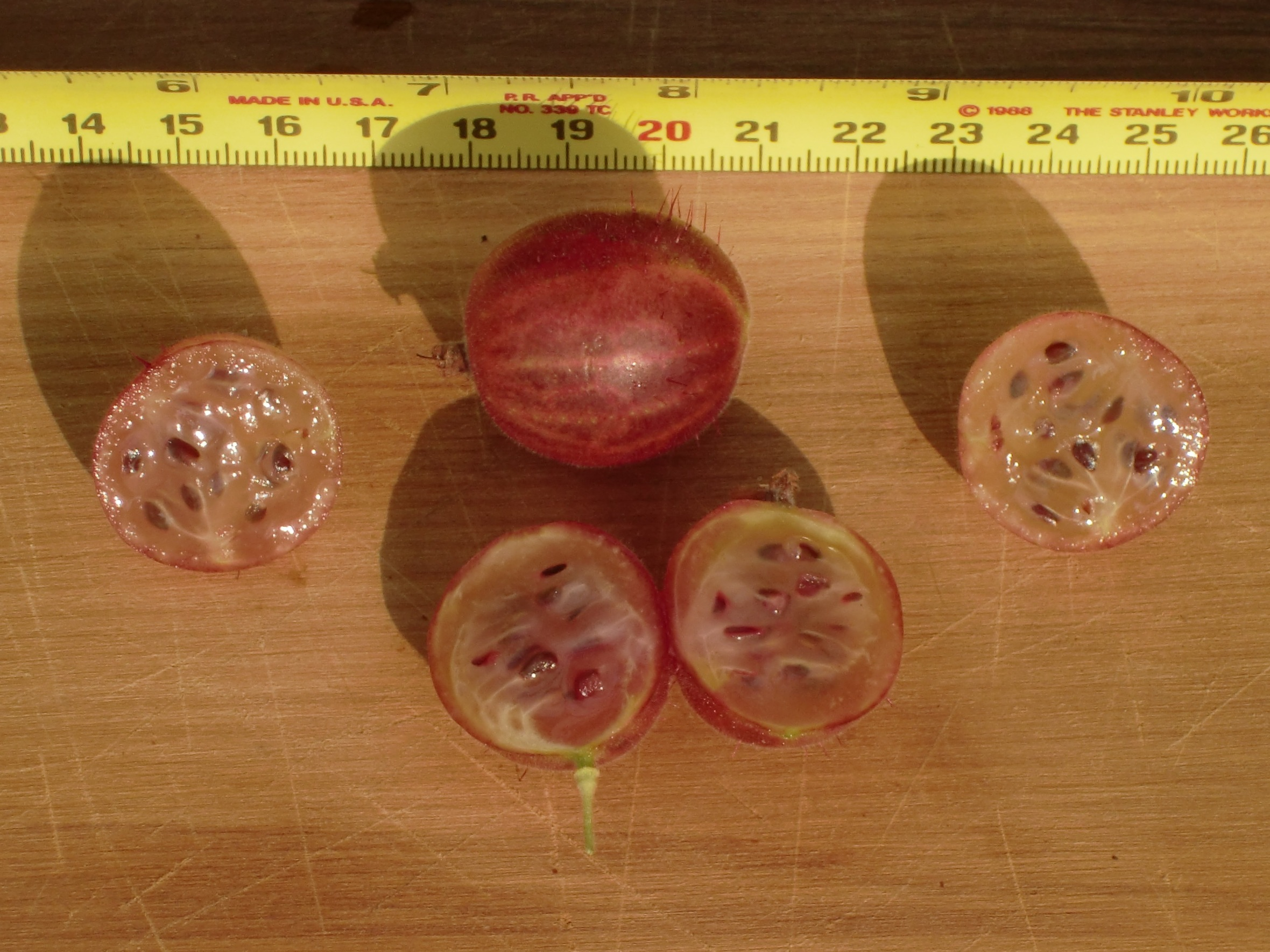
Sectioned gooseberries showing seeds

A blossom of Ribes uva-crispa

Lý chua lông thường được nhân giống bằng cách cắt chiết cành vào mùa thu, cây chiết sẽ ra quả sau vài năm tuổi.

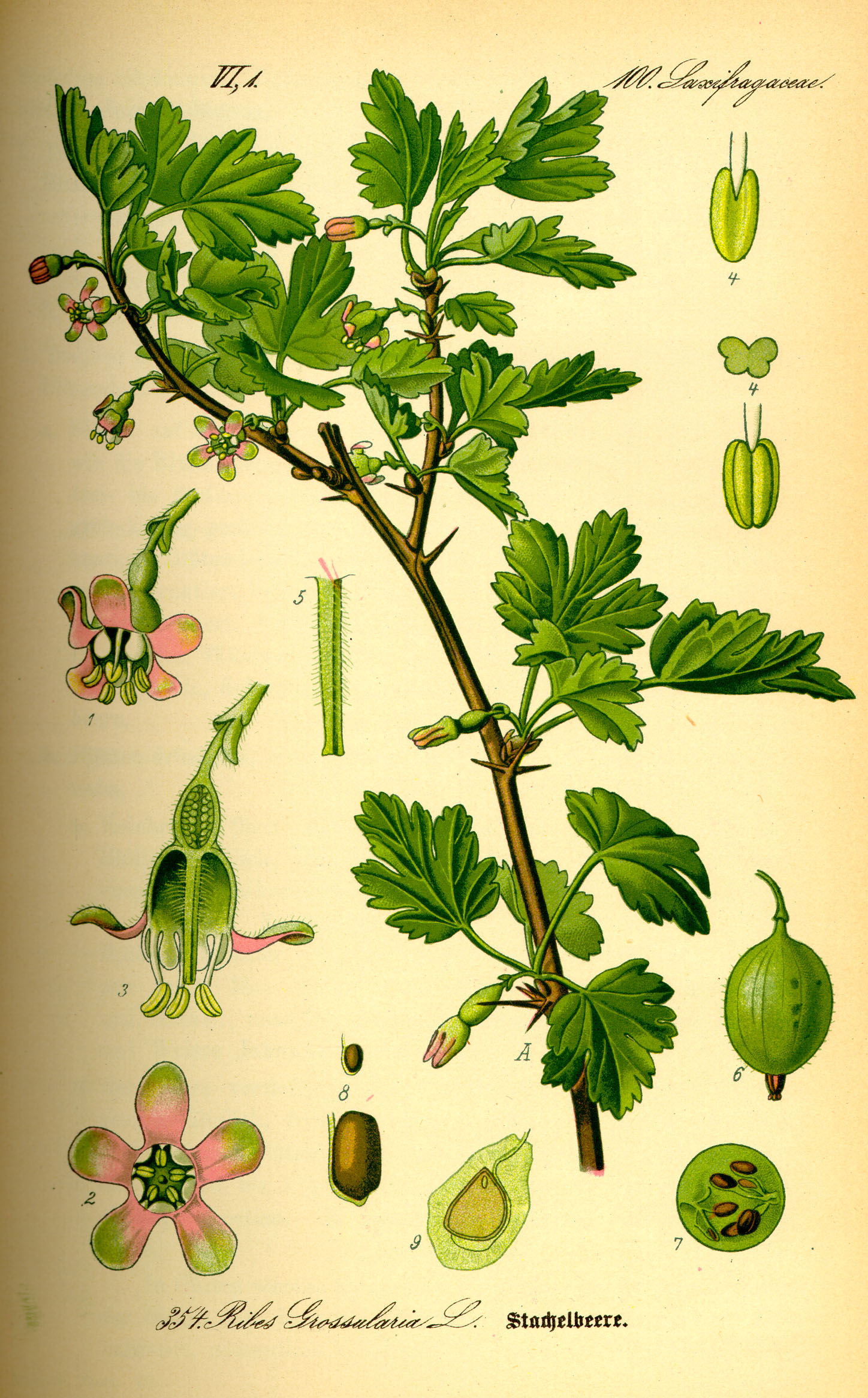
Ribes uva-crispa

### Các giống
Nhiều giống đã được phát triển cho cả nhu cầu thương mại và sử dụng truyền thống. Những giống sau đây đã đạt được giải thưởng Garden Merit của Royal Horticultural Society:-
- 'Careless'
- 'Greenfinch'
- 'Invicta'
- 'Leveller'
- 'Whinham's Industry'

## Sâu bệnh
Lý chua lông dễ bị hại bởi sâu bướm đêm (Abraxas grossulariata) caterpillars..

## Giá trị dinh dưỡng
Trong 100 gram, lý chua lông cung cấp 44 Ca-lo và là nguồn vitamin C tuyệt vời (33% nhu cầu hàng ngày) (xem bảng). Các dưỡng chất khác không đáng kể. Lý chua đen gồm 88% nước, 10% carbohydrat, và dưới 1% mỗi loại đạm và mỡ (xem bảng).

## Sử dụng trong ẩm thực
Lý chua đen có thể ăn được bằng nhiều hình thức như ăn trực tiếp, hay được chế biến như dùng làm nguyên liệu trong món tráng miệng, hương liệu trong đồ uống, làm mứt, quả khô.